# Quiina wurdackii
Quiina wurdackii là một loài thực vật có hoa trong họ Ochnaceae. Loài này được Pires miêu tả khoa học đầu tiên năm 1960.